# Android Runtime
Android Runtime (zkratka ART) je v informatice název nového virtuálního stroje od firmy Google, který v systému Android vytváří běhové prostředí pro aplikace napsané v programovacím jazyce Java. Android Runtime byl poprvé uveden v roce 2013 v systému Android 4.4 „KitKat“ a v roce 2014 ve verzi Android 5.0 „Lollipop“ již úplně nahradil původní virtuální stroj Dalvik.